# La Hiruela
La Hiruela est une commune de la communauté de Madrid, en Espagne.